# 경암학술상
경암학술상은 2005년 송금조가 설립한 경암교육문화재단이 인문·사회 부문, 자연과학 부문, 생명과학 부문, 공학 부문에서 학문발전과 예술발전에 이바지하고자 제정한 학술상이다.

## 제정 취지
학술과 연구 및 문화 활동을 통해 사회의 발전과 도약에 획기적으로 이바지해 온 학자, 전문가 및 예술가들의 창의적이고 헌신적인 노력을 한 사람에 대하여 인문·사회 부문, 자연과학 부문, 생명과학 부문, 공학 부문 등으로 나누어 시상함으로써 귀중한 업적을 온당히 평가하고 예우하고, 이를 귀감으로 삼아 학문연구와 예술창달에 매진하고자 하는 이들에게 동기를 부여하여 사회의 학문발전과 예술발전에 이바지하고자 하는 취지로 경암학술상을 제정하였다.

## 학술상 위원회
- 위원장 : 윤덕용
  - 위원: 이병기·윤덕용·강봉균·김인준·임지순·진애언

## 수상자
|        |        | 인문·사회     | 자연과학 | 생명과학 | 공학   | 예술   | 특별·공로상 |
| ------ | ------ | ------------- | -------- | -------- | ------ | ------ | ----------- |
| 제1회  | 2005년 | 조동일        | 백융기   | 백융기   | 이병기 | 정경화 | -           |
| 제2회  | 2006년 | 유영익        | 이수종   | 이수종   | 이건우 | 정현종 | -           |
| 제3회  | 2007년 | 한영우        | 남원우   | 남원우   | 이흔   | 진은숙 | -           |
| 제4회  | 2008년 | 정명환        | 김정한   | 정종경   | 김범만 | 윤광조 | -           |
| 제5회  | 2009년 | 김경만        | 노태원   | 김영준   | 양승만 | 백건우 | -           |
| 제6회  | 2010년 | 백경환        | 조민행   | 이원재   | 이광희 | 김지하 | -           |
| 제7회  | 2011년 | 길희성 김영식 | 홍병희   | 고규영   | 김승우 | 문훈숙 | 고박병선    |
| 제8회  | 2012년 | 이정식        | 오용근   | 강봉균   | 이영무 | -      | -           |
| 제9회  | 2013년 | 이영훈        | 장석복   | 이민구   | 백점기 | -      | 김대중      |
| 제10회 | 2014년 | 김재권        | 김수봉   | 전장수   | 유회준 | -      | -           |
| 제11회 | 2015년 | 김우창        | 강현배   | 백성희   | 최만수 | -      | -           |
| 제12회 | 2016년 | 권헌익        | 이효철   | 이창준   | 선양국 | -      | -           |
| 제13회 | 2017년 | 김경동        | 염한웅   | 윤태영   | 이종호 | -      | 승효상      |
| 제14회 | 2018년 | -             | 금종해   | -        | 손훈   | -      | 권오곤      |
| 제15회 | 2019년 | 이근          | 이영희   | 황철상   | 석상일 | -      | -           |
| 제16회 | 2020년 | 성낙인        | 윤주영   | 이정호   | 황철성 | -      | -           |
| 제17회 | 2021년 | -             | 최영주   | 김형범   | 이병호 | -      | -           |
| 제18회 | 2022년 | 이종화        | 김준성   | 김재범   | 조동우 | -      | -           |
| 제19회 | 2023년 | 임현진        | 심흥선   | 주영석   | 이태우 | -      | -           |

## 같이 보기
- 수상자